# Borna
Borna (pronunciación en alemán: /ˈbɔʁna/ⓘ) es la ciudad capital del distrito de Leipzig, en el estado federado de Sajonia (Alemania), a una altitud de 160 metros. Su población a finales de 2016 era de unos 19 300 habitantes y su densidad poblacional, 300 hab/km².